# Goatreich - Fleshcult
Goatreich - Fleshcult è il quinto album in studio della band Blackened death metal austriaca Belphegor.

## Tracce
1. The Cruzifixus - Anus Dei - 04:15
2. Bleeding Salvation - 03:48
3. Fornicationium et Immundus Diabolus - 02:59
4. Sepulture of Hypocrisy - 04:57
5. Goatreich - Fleshcult - 03:24
6. Swarm of Rats - 04:53
7. Kings Shall Be Kings - 04:59
8. The Crown Massacre - 03:00
9. Festum Asinorum / Chapter 2 - 05:51